# دوري كرة القدم الإنجليزي 1936–37
دوري كرة القدم الإنجليزي 1936–37 هو موسم من دوري كرة القدم الإنجليزي. أقيم خلال الفترة 29 أغسطس 1936 وحتى 1 مايو 1937، وفاز فيه مانشستر سيتي.